# 高野虎市

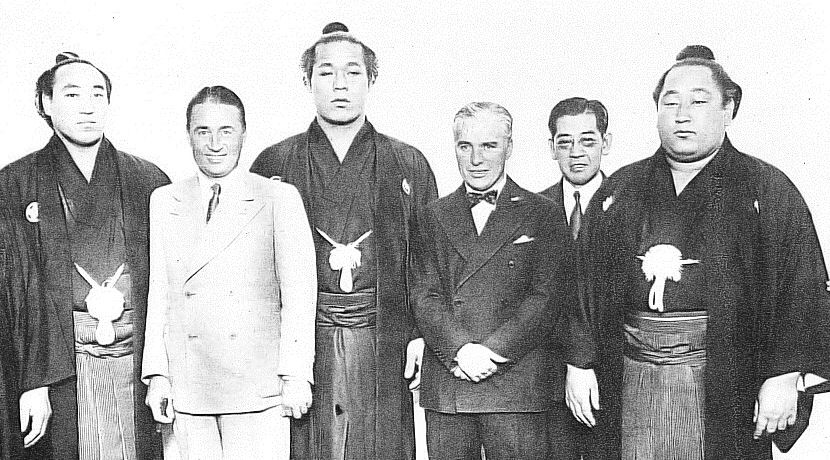
1932年（昭和7年）に来日したチャップリン一行。相撲を見物した際に撮影されたとされる写真。（右から二番目の男性が高野）

高野 虎市（こうの とらいち、1885年 - 1971年3月19日）は、喜劇王チャールズ・チャップリンの秘書・マネージャーとして、チャップリンと日本の映画人をつなぎ、日米交流の懸け橋となった人物。広島県安佐郡八木村（現在の広島市安佐南区八木）出身。

## 略歴
- 1885年:広島県安佐郡八木村（現在の広島市安佐南区八木）の裕福な家庭に生まれる。
- 1900年:15歳で単身アメリカに移民として渡る[2]。（資料には留学と書かれたものもあるが移民として渡った）
- 1913年:同郷のイサミと結婚。
- 1916年:31歳のとき、チャップリンに運転手として雇われ[2]、信頼を得て5年後に秘書となる[2]。
- 1932年:一時帰国。広島八木の実家に立ち寄り、地元に警鐘台を寄贈する。
- 1934年:秘書を辞任。その後ユナイテッド・アーチスツの日本代表となる。
- 1941年:アメリカで「スパイ容疑」で逮捕され、日米開戦後に強制収容所に収容される。
- 1948年:8月に強制収容所から釈放。
- 1956年:日本に帰国[2]。
- 1971年:3月19日に死去。
- 2006年:3月25日 - 4月2日まで、京都市にて、チャップリン研究の第一人者大野裕之らの呼びかけで、「チャップリンの日本～チャップリン秘書・高野虎市遺品展」が開催される。チャップリン国際シンポジウムも同時開催され、クライド・クサツ、黒柳徹子、ジョゼフィン・チャップリン、大野裕之らが講演した。
- 2009年:高野虎市の詳細な伝記『チャップリンの影〜日本人秘書・高野虎市〜』（講談社・大野裕之著）が発刊された。

## 人物

### 生い立ち
広島の裕福な家庭に生まれる。1900年、15歳のときに移民としてアメリカに渡った。当初は従兄弟を頼りに暮らしながら、雑貨店などで働きながら現地の中学校に通った。

### チャップリンの秘書に

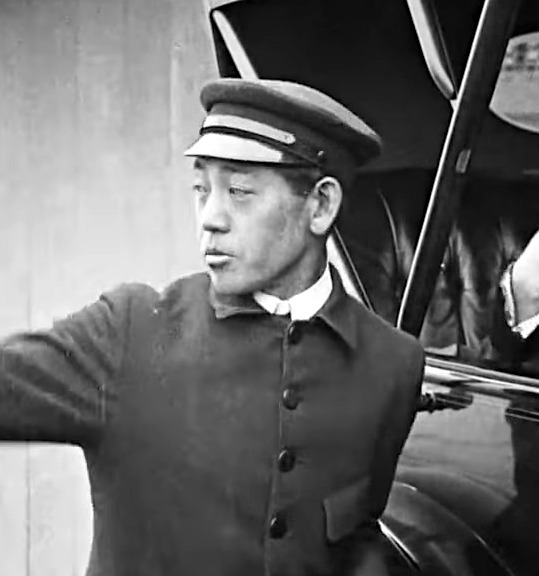
1917年（『チャップリンの冒険』より）

1916年にチャップリンが運転手を募集していたため赴いたところ、採用された。とくにチャップリンが日本人を求めていたわけでも、高野がチャップリンのファンであったわけでもない。
当初は運転手としての雇用だったが、後にチャップリン邸の秘書となる。チャップリンは高野の仕事に対する一途な姿勢に感銘をうけ、一時期家の使用人全てを日本人にしたほどである。また、チャップリンが日本贔屓であるのも彼に由るところが大きい。高野に最初の子息（長男）が誕生した際には、チャップリンは自らのミドルネーム（スペンサー）をその名前として与えている。
1932年にチャップリンが訪日した際にも同行。このとき、五・一五事件の前夜に皇居付近を自動車で走行中、チャップリンに「車を降りて皇居（当時は宮城）の方角に向かって会釈してほしい」と依頼した。これはチャップリンに対する不穏な動きを察知し、印象をよくするためにおこなったものであったが、チャップリンは従ったもののその真意を測りかねていたという。宮島など広島訪問の予定もあったが、実現しなかった。
1934年までチャップリンの元で秘書を務めた。チャップリンの当時の（内縁の）妻ポーレット・ゴダードの浪費癖を指摘したところ、ポーレットがこれに激怒。高野は自分を取るか、ポーレットを取るかとチャップリンに迫った後、自ら辞任した。ポーレットが日本人に差別意識を持っていたとか、高野の解雇を声高にチャップリンに訴え、それに押し切られた彼によって解雇されたという事実は無い。その後チャップリンは高野に対して再度秘書として戻ってくるようアプローチを試みたが、高野が秘書からの引退を考えていたこともあり成功しなかった。チャップリンと別れた後の高野は波乱の後半生を歩む。

### 辞任後
チャップリンは高野に莫大な退職金と、アメリカの映画配給会社ユナイテッド・アーティスツ社の日本支社長の地位を用意した。このうち支社長の地位は、日本での作品上映に当たる代理店としての権利を与えたものであったが、日本の興行習慣に高野が馴染まなかったため長続きはしなかった。高野はその後いくつかの事業を試みるがいずれも成功しなかった。この間、妻イサミを病気で失っている。

### 第二次世界大戦中
第二次世界大戦における日米開戦前の1941年6月、アメリカで日本軍のスパイ容疑で高野はFBIに逮捕された。これは高野と面識のあったアメリカ人俳優から日本海軍の士官との面会を依頼されて取り次いだ際に、アメリカ海軍の機密情報を渡したという容疑であった。実はこの俳優はFBIの放った囮であり、実際にはそのような事実はなかった。子息のスペンサーは、高野の逮捕後にその待遇の好転を図るべく志願して軍隊に入営した。スペンサーはその後大戦中に日本軍と対戦する経験もしている。
日米開戦後には日系人の一人としてモンタナ州の強制収容所に収容された。高野は「特に親米的な日本人」として待遇も良かった。しかしながら、日本の敗戦後も収容が続き、6年間の抑留を経て釈放されたのは、戦争終結から3年後の1948年8月のことであった（日系人の強制収容を参照）。

### 戦後
釈放後もアメリカにとどまり、ロサンゼルスのトゥール・レイク・ディフェンス・コミッティの事務員として、第二次世界大戦中にアメリカ市民権を失った日系人の権利回復運動に当たった他、日本人移民のアメリカ永住権や国籍取得の支援を行った。

### 晩年
1956年に、第二次世界大戦中にアメリカ市民権を失った日系アメリカ人のアメリカ市民権回復運動への支援を、日本で募る目的で日本に帰国した。晩年は広島平和記念公園を臨む故郷の広島市本川町の和田ビルで過ごし、1971年に、86歳で死去した。

## その他
- チャップリンの映画『チャップリンの冒険』（1917年）に、実生活同様運転手の役で出演した（外部リンク参照）。しかし、高野の夫人がこれを聞いて憤慨したという[4]。他に『一日の行楽』（1919年）でも運転手役で出演した[5]。
- 映画監督牛原虚彦は高野の紹介によってチャップリンに弟子入りができた[2]。
- 故郷に消防用の火の見櫓を寄贈した。櫓本体はすでに失われているが、寄贈者として高野の名が刻まれた銘板の付いた土台が現在も残っている[6]。

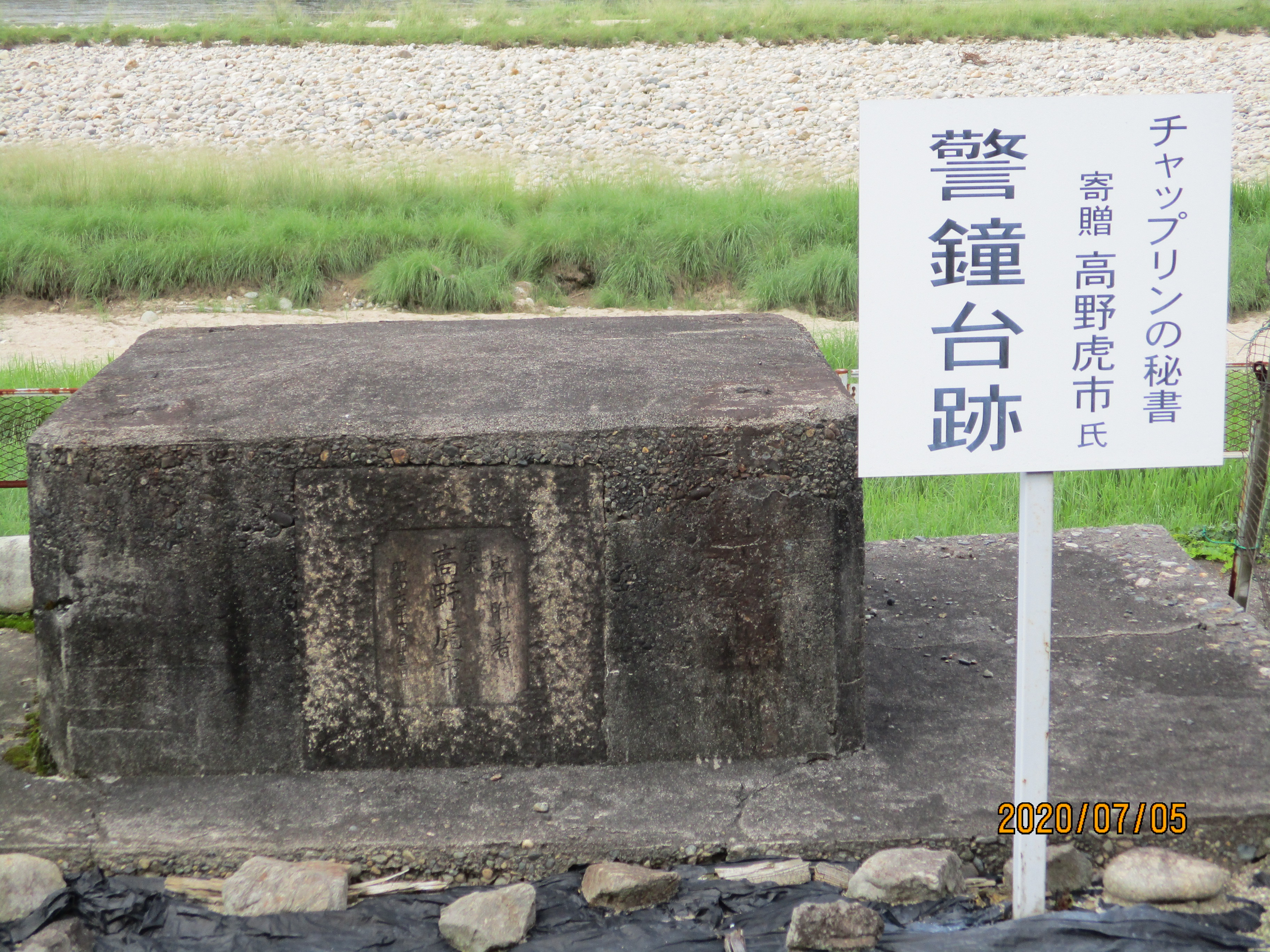
広島市安佐南区八木町に残る火の見櫓の土台